# Mutualismo-parasitismo-continuo
La hipótesis o el paradigma del mutualismo parasitismo continuo postula que las asociaciones huésped-hospedero compatibles están flanqueadas en un extremo por mutualismos obligados en los que el huésped no logra sobrevivir en ausencia de su socio hospedero y por otro lado están flanqueados por parasitismos que conducen a la muerte del huésped.
El grado de cambio entre mutualismo o parasitismo varia en función de la disponibilidad de recursos, donde hay estrés ambiental generado por pocos recursos se forman relaciones simbióticas mientras que en ambientes donde hay un exceso de recursos las interacciones biológicas se tornan de competencia y parasitismo.
Los estudios de esta hipótesis se han enfocado en modelos huésped-hospedero de plantas y hongos 